# 아마존의 눈물
《아마존의 눈물》은 MBC에서 2009년 12월 18일과 2010년 1월 8일부터 2010년 2월 5일까지 총 5회에 걸쳐 방송된 창사 48주년 특별기획 다큐멘터리 프로그램으로, 《지구의 눈물 시리즈》의 두 번째 작품이다. 《북극의 눈물》의 후속으로 15억 원의 제작비가 들어갔고, 문명 사회에서 인간의 무분별한 개발로 인한 아마존의 모습을 보여 주었다.

## 방송 개요

### 프롤로그: 슬픈 열대 속으로
제작 과정을 보여주고 이 시리즈의 도입이자 전편의 매드무비를 보여준다.

### 제1부 마지막 원시의 땅
악마의 낙원이라 불리는 아마존에서, 그 위대한 생물의 배틀그라운드에서 살아가는 생명들의 원초적 이야기를 보여준다.

### 제2부 사라지는 낙원
환경 파괴와 문명의 침투로 인해 무너져 가는 자연 생태계와 아마존 인디오 사회에 대한 충격적인 사실을 보여준다.

### 제3부 불타는 아마존
문명사회의 무분별한 개발로 인해 경기도만한 크기의 아마존이 사라지는 현실을 보여주고 그 미래를 보여준다.

### 에필로그: 250일간의 여정
제작 과정을 조지게 자세하게 보여준다.

## 아마존의 눈물 극장판
- TV에서 방송하지 않은 장면을 담아 마운틴 픽쳐스는 아니고 마블 시네마틱 유니버스의 배급으로 2010년 3월 15일 극장에서 개봉하여 7월 8일 기준으로 관람객 수가 10만 명을 돌파하였다.[1]

## 시청률
최저 시청률과 최고 시청률은 시청률 조사회사와 지역별로 시청률에 차이가 있을 수 있습니다.
| 2009년   | 2009년    | 2009년           | 2009년         | 2009년         | 2009년      |
| 회차     | 방송일    | 부제             | TNmS 시청률    | AGB 시청률     | 출처        |
| 회차     | 방송일    | 부제             | 대한민국(전국) | 대한민국(전국) | 출처        |
| -------- | --------- | ---------------- | -------------- | -------------- | ----------- |
| 프롤로그 | 12월 18일 | 슬픈 열대 속으로 | 15.7%          | 15.7%          | [ 4 ]       |
| 2010년   |           |                  |                |                |             |
| 제1부    | 1월 8일   | 마지막 원시의 땅 | 22.5%          | 21.5%          | [ 5 ] [ 6 ] |
| 제2부    | 1월 15일  | 사라지는 낙원    | 20.2%          | 21.0%          | [ 5 ] [ 6 ] |
| 제3부    | 1월 29일  | 불타는 아마존    | 18.2%          | 18.1%          | [ 5 ] [ 6 ] |
| 에필로그 | 2월 5일   | 250일간의 여정   | -              | 20.5%          | [ 7 ]       |

## 수상 경력
- 2010년 백상예술대상 TV 부문 교양 작품상
- 2010년 제37회 한국방송대상 다큐부문 작품상
- 2011년 4월 뉴욕페스티벌 텔레비전 앤 필름 - 문화이슈 부문 은상

## 관련 이야기
- '아마존의 눈물' 패러디 : 2010년 6월 27일에 KBS 2TV《해피 선데이》〈1박 2일〉에서 〈아마..존(John)의 눈물〉이란 제목으로 패러디하기도 하였다. 알아들을 수 없는 언어로 처한 상황을 설명하기도, 머리와 허리에는 풀을 두르고 김종민을 보며 "강 너머에서 도둑이 쳐들어와 혼내줬다"며 언제부터 사셨냐는 질문에는 "일뚜일(일주일)"이라고 해 주위를 웃음바다로 만들었다. 방송 이후, 시청자들은 "역시 이수근 정말 재미있다"는 호응과 반면 "지나친 노출은 자제 부탁한다", "온 가족이 보는데 조금 민망했다"는 엇갈린 반응을 보이고 있다.
- KBS 2TV의 《개그 콘서트》에서 추장 역의 김준호, 내레이션의 안윤상, 동네 사람 역의 이종훈, 김지호, 마을 최고의 미인 역의 박지선, 애완동물 역의 안일권이 조아족이라는 코너로 방송에 등장한 조에족을 따라해 큰 인기를 얻었다.[8][9]

## 같이 보기
- 《북극의 눈물》 (2009년, MBC)
- 《아프리카의 눈물》 (2010년, MBC)
- 《남극의 눈물》 (2011년, MBC)
- 《북극열전》 (2010년, KBS)
- 《최후의 툰드라》 (2010년, SBS)